# 3M
3M Company, (conosciuta precedentemente come Minnesota Mining and Manufacturing Company), è un'azienda multinazionale statunitense presente in tutto il mondo, fondata nel 1902.
Opera nel settore industriale, producendo prodotti e soluzioni, come: dispositivi di protezione individuale, adesivi, abrasivi, pellicole rifrangenti, protezioni antincendio, prodotti dentali, materiali elettrici e circuiti elettronici. È inoltre proprietaria del marchio Scotch (inclusi gli omonimi bi-adesivi 3M) e Post-it, tutti prodotti  considerati di grande qualità, rispettivamente come nastro adesivo (e bi-adesivo) e bigliettino adesivo.

## Storia
In luglio 2014, 3M ha acquisito il 25% detenuto da Sumitomo Electric Industries nella loro joint venture Sumitomo 3M.
Nel febbraio 2015, Asahi Kasei e 3M hanno acquisito Polypore International, rispettivamente per 2,2 miliardi di dollari e 1 miliardo di dollari. Asahi Kasei acquisisce le attività nelle batterie per veicoli elettrici, mentre 3M acquisisce le sue attività nelle membrane microporose e nei moduli per la filtrazione nei segmenti industriale e speciale.
Nel giugno 2015, 3M acquisisce da KKR, fondo di investimento, Capital Safety, un produttore di attrezzature di protezione contro le cadute (imbracature, corde, ecc.).
A dicembre 2016, 3M annuncia la vendita delle sue attività di identificazione delle persone a Gemalto per 850 milioni di dollari.

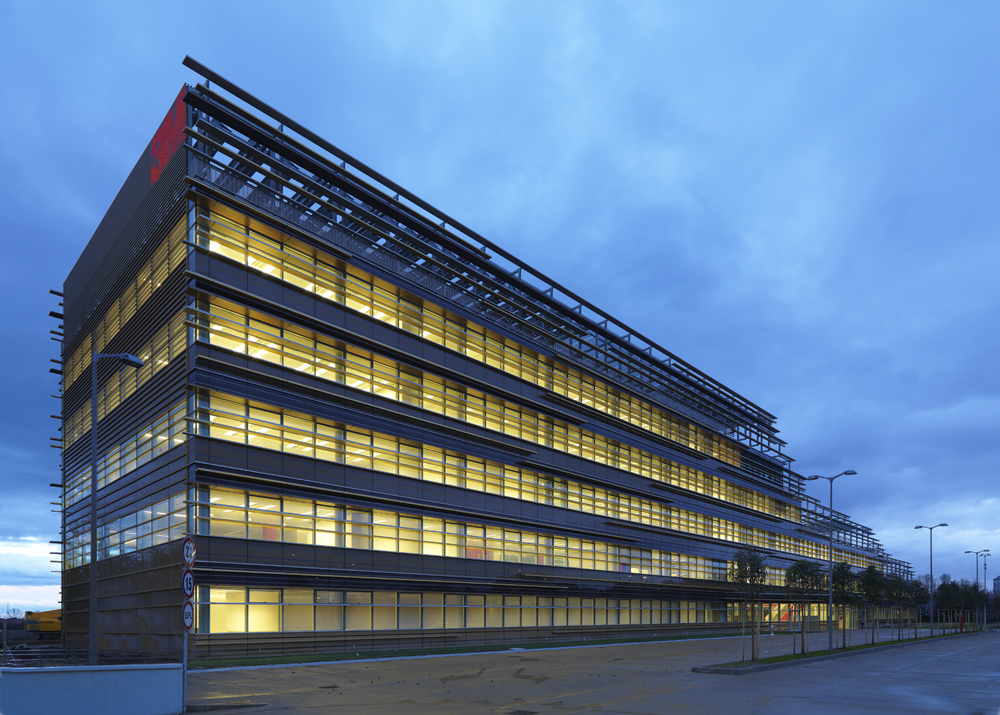
Sede 3M Italia - Pioltello, città metropolitana di Milano

## Settori di attività
- Salute: prodotti per il settore ospedaliero, medico-professionali, odontoiatria, ortodonzia, per l'industria.
- Industria e trasporti: adesivi e nastri, abrasivi, sistemi d'identificazione, filtrazione, sistemi per l'industria automobilistica, aeronautica, autocarrozzeria, nautica.
- Elettronica ed energia: sistemi per l'elettronica, elettromeccanica, telecomunicazioni, impiantistica elettrica, comunicazione visiva.
- Sicurezza e protezioni: protezione individuale e ambientale, sistemi per l'edilizia, protezione e sicurezza dei beni, sicurezza documentale, prodotti per la comunità.
- Display e grafica: segnaletica e sicurezza stradale, sistemi di decorazione e comunicazione grafica, illuminazione.
- Ufficio e largo consumo: prodotti per l'ufficio, ergonomia, cartoleria, pulizia della casa, fai da te, cura e benessere.

## Prodotti
L'azienda offre 4 famiglie di prodotti:
- prodotti industriali, di sicurezza e di segnaletica (prodotti abrasivi, colle, nastri, adesivi, detergenti, sistemi di filtrazione dell'aria e dei liquidi, ecc.),
- prodotti elettronici ed elettrici (prodotti di interconnessione, connessioni, componenti ottici, ecc.),
- prodotti di consumo (nastri adesivi, carte autoadesive, filtri, ecc.)
- altro.[8]

## Dati e statistiche
Al 2019 l'azienda conta 65 consociate in 71 Paesi con circa 91.000 dipendenti.
Nel 2017, 3M ha incassato 31.7 miliardi di $ in vendite totali, classificandosi al 97º posto nella classifica Fortune 500 del 2018 delle maggiori società statunitensi per il maggior fatturato totale.
Il 12 marzo 2024 ha nominato nuovo CEO, a partire dal 1º maggio seguente, William Brown, proveniente da L3Harris Technologies.